# Luciano IJssalon
Luciano is een Nederlandse keten van ijssalons met zeventien vestigingen. Het bedrijf is in 1997 opgericht door de Wassenaarse ijscoventers Luc en Angelique Blok. In de winkel te Wassenaar wordt dagelijks vers consumptie-ijs bereid. In 2007 slaagde eigenaar Blok voor de proef SVH Meesterijsbereider. Luciano is door branchevereniging Ambachtelijk IJscentrum in 2006 en 2012 uitgeroepen tot ijssalon van het jaar. Door big 7 travel is Luciano op nummer 22 bij de beste ijssalons wereldwijd. Door Luxury lifestyleaward is Luciano in 2021 en 2021 verkozen tot meest luxe ijsmerk ter wereld.